# Коронель-Суарес (округ)
Округ Коронель-Суарес (ісп. Coronel Suárez) — адміністративно-територіальна одиниця 2-ого рівня у провінції Буенос-Айрес в центральній Аргентині. Адміністративний центр округу — Коронель-Суарес (ісп. Coronel Suárez).
Населення округу становить 38320 осіб (2010). Площа — 5985 кв. км.

## Історія
Округ заснований у 1882 році.

## Населення
У 2010 році населення становило 38320 осіб. З них чоловіків — 18752, жінок — 19568.

## Політика
Округ належить до 6-ого виборчого сектору провінції Буенос-Айрес.